# Stefan Krebietke
Stefan Krebietke, in einigen Medien auch Stephan Krebietke geschrieben, (* 12. Juni 1971 in Stuttgart) ist ein ehemaliger deutscher Handballspieler und heutiger -trainer. Seine Spielposition war Linksaußen. Von 1996 bis 2004 spielte er bei TUSEM Essen, wo er auch seine aktive Karriere beendete. Seit 2008 ist er Sportlicher Leiter beim TUSEM. Später übernahm er das Amt des Jugendkoordinators bei TUSEM. Dieses gab Krebietke im Sommer 2015 ab und wurde Trainer der Herrenmannschaft von TUSEM Essen. Im Mai 2017 wurde er von seinen Aufgaben als Trainer freigestellt. Im selben Jahr übernahm er die A-Jugend des HC Westfalia Herne, wo er mittlerweile auch die Herrenmannschaft trainiert.
Am 8. Februar 2011 gab Krebietke, zusammen mit Mark Dragunski, sein bis zum Ende der Saison befristetes Comeback beim Landesligisten HTV Sundwig/Westig bekannt.
Krebietke ist Diplom-Sportwissenschaftler mit dem Schwerpunkt Marketing. Er ist verheiratet und hat zwei Kinder.